# Sarcocephalus latifolius
Espèce
Sarcocephalus latifolius (le pêcher africain) est une espèce de plantes de la famille des Rubiaceae, originaire d'Afrique subsaharienne.
Il s'agit d'un arbuste dont divers organes sont utilisés en médecine traditionnelle pour lutter contre différentes affections et contre les fièvres (paludisme).
Une étude récente (2013,) a montré que cette plante contiendrait une molécule identique à celle d'un médicament antalgique de synthèse créé dans les années 1970, le Tramadol, avec une concentration intéressante dans l'écorce des racines, de 0,4 à 3,9 %. Cependant, une autre étude menée par Souvik Kusari en septembre 2014 semble indiquer que la présence de cette molécule dans la plante soit due à sa contamination par du bétail vivant à proximité et à qui a été administrée cette molécule. Par la suite, une étude plus récente (2016) a démontrée que la présence de tramadol dans l'écorce des racines était bien due à une synthèse naturelle de l'arbuste.

## Description
Sarcocephalus latifolius est un arbuste à feuilles persistantes, très ramifié, pouvant atteindre 12 mètres de haut.
Les fleurs, petites, blanchâtres, sont groupées en inflorescences de type cyme formant une tête sphérique. Le fruit, charnu, comestible, est en fait une infrutescence formant un syncarpe.

## Synonymes
Selon Kew WCSP :

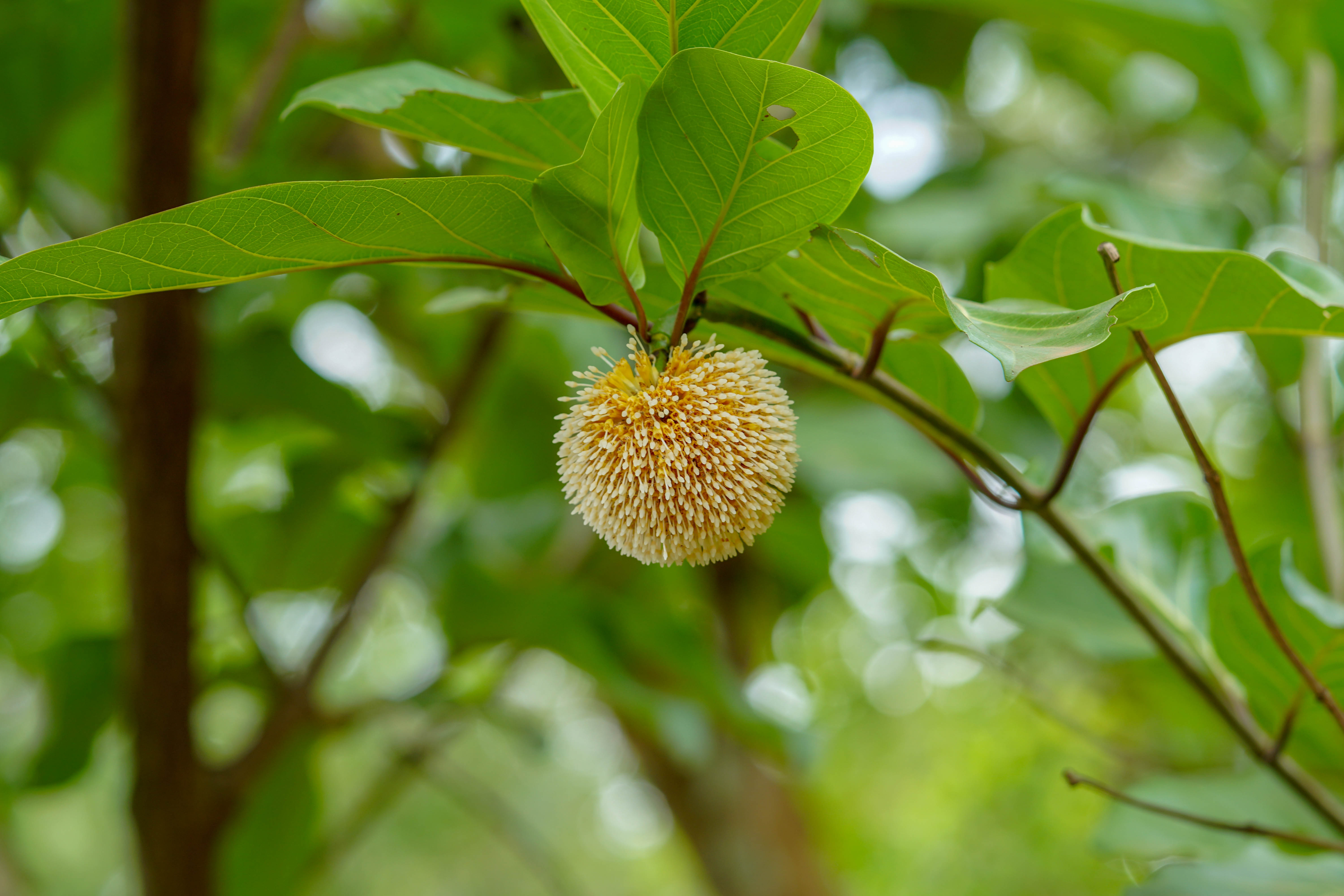
Fleur de Sarcocephalus latiflius (Forêt Classée des Trois Rivières) au Bénin

- Nauclea latifolia Sm. 1813 (basionyme)
- Nauclea sambucina T.Winterb. 1803),
- Sarcocephalus esculentus Afzel. ex Sabine 1824,
- Cephalina esculenta (Afzel. ex Sabine) Schumach. & Thonn. 1827,
- Sarcocephalus russeggeri Kotschy ex Schweinf. 1868,
- Sarcocephalus sambucinus K.Schum. 1891,
- Nauclea esculenta (Afzel. ex Sabine) Merr., J. Wash. 1915,
- Sarcocephalus esculentus var. amarissima A.Chev. 1938,
- Sarcocephalus esculentus var. velutina A.Chev., 1938.

## Distribution et habitat

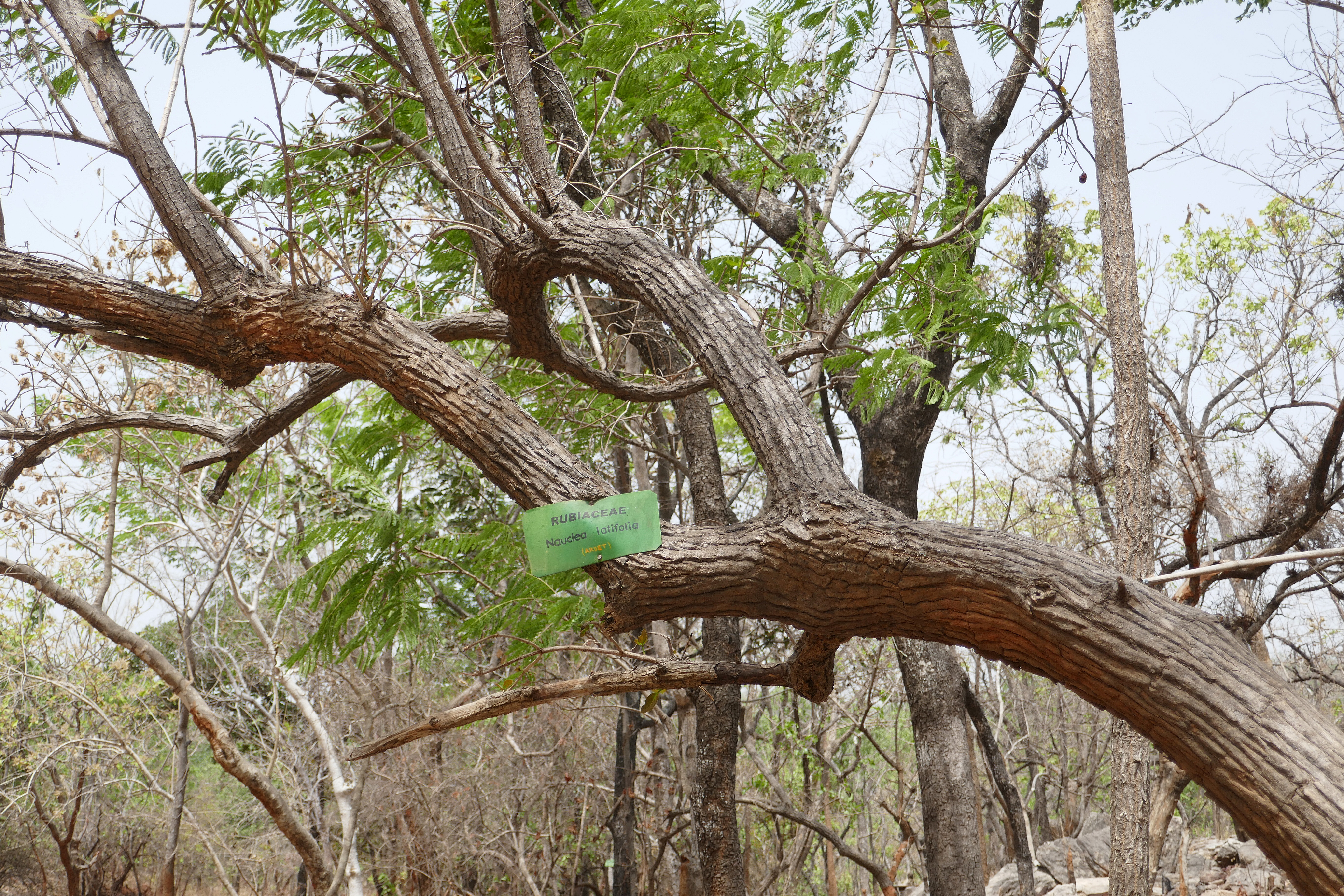
Nauclea latifolia (ou Sarcocephalus latifolius) dans l'Atakora (Bénin)

L'aire de répartition de Sarcocephalus latifolius  se limite à certaines régions de l'Afrique subsaharienne.
On rencontre cet arbuste notamment en Afrique occidentale au Bénin, en Côte d'Ivoire, en Gambie, au Ghana, en Guinée, en Guinée-Bissau, au Liberia, au Mali, au Nigeria, au Sénégal, en Sierra Leone, au Togo, et en Afrique équatoriale au Cameroun, au Congo, Gabon, Zaïre (République démocratique du Congo) et en Ouganda.
Sarcocephalus latifolius croît dans la savane, entre 0 et 200 mètres d'altitude, mais on peut aussi le rencontrer dans des galeries forestières le long de cours d'eau. Les conditions climatiques optimales sont une température moyenne de 27 °C et une pluviométrie annuelle moyenne de 2 700 mm.

## Utilisation
Les feuilles et les jeunes pousses sont consommées comme fourrage par le bétail.
Le bois est résistant aux termites et peut servir pour le tuteurage agricole.

### Médecine traditionnelle
En Afrique occidentale, les feuilles et l'écorce en infusion ou décoction, servent à traiter différentes maux tels que douleurs stomacales, fièvre (paludisme), diarrhée, et à lutter contre des parasites aussi bien chez l'homme que chez les animaux domestiques.

### Action anthelminthique
Dans le nord du Nigeria, où cette plante est appelée « quinine africaine », l'écorce de Sarcocephalus latifolius est utilisée en infusion comme diurétique et anthelminthique. Les Peuls l'emploient régulièrement pour déverminer le bétail, parasité notamment par des nématodes gastrointestinaux, dont Haemonchus contortus.
Une étude de 2007 a montré que des extraits éthanoliques ou aqueux des feuilles de cet arbuste ont une activité anthelminthique significative.

### Recherche scientifique
À partir de 2004, Germain Sotoing Taïwe, un étudiant de l'université de Buéa, lance une recherche pour extraire une substance antidouleur de la plante Sarcocephalus latifolius localement appelée le pêcher africain. ..........................................